# Begi (woreda, Oromia)
Pour les articles homonymes, voir Begi (homonymie).
Begi est un woreda de l'ouest de l'Éthiopie situé dans la zone Mirab Welega de la région Oromia. Il a 119 722 habitants en 2007 et porte le nom de son centre administratif, Begi, également connu sous le nom de Beica.

## Origine
L'Atlas of the Ethiopian Rural Economy montre le woreda Begi au début des années 2000 alors qu'il était entouré dans la zone Mirab Welega par Mana Sibu, Jarso, Gawo Dale, Jimma Horo et Gidami et qu'il était entouré dans la région Benishangul-Gumuz par Tongo (futur woreda spécial Mao Komo) et Bambasi.
Resté limitrophe de la région Benishangul-Gumuz à l'ouest et au nord mais devenu limitrophe de la zone Kelam Welega au sud, le woreda Begi s'est de plus réduit à sa partie occidentale en 2007.

## Situation
Actuellement le woreda Begi n'est plus bordé dans la zone Mirab Welega que par le woreda Gudetu Kondole également appelé Kondala. 
|          | Bambasi |         |
| Mao Komo | Begi    | Kondala |
|          | Gidami  |         |

Son centre administratif Begi se trouve 150 km à l'ouest de Nejo, une centaine de kilomètres au sud d'Asosa et 12 km à l'est de Tongo, le centre administratif du woreda spécial Mao Komo.
La seconde agglomération du woreda, Kokor, se trouve dans le nord du woreda.
Elle figure aussi sur les cartes sous le nom de Cheme ou de Kober.

## Population
Au recensement national de 2007, le woreda compte 119 722 habitants dont 7 % de citadins.
La majorité des habitants du woreda (76 %) sont musulmans, 15 % sont orthodoxes et 9 % sont protestants.
La population urbaine comprend 5 328 habitants à Begi et 2 567 habitants à Kokor.
En 2022, la population du woreda est estimée à 172 724 personnes avec une densité de population de 188 personnes par km2 et 921 km2 de superficie.